# Konwikt jezuicki w Ołomuńcu

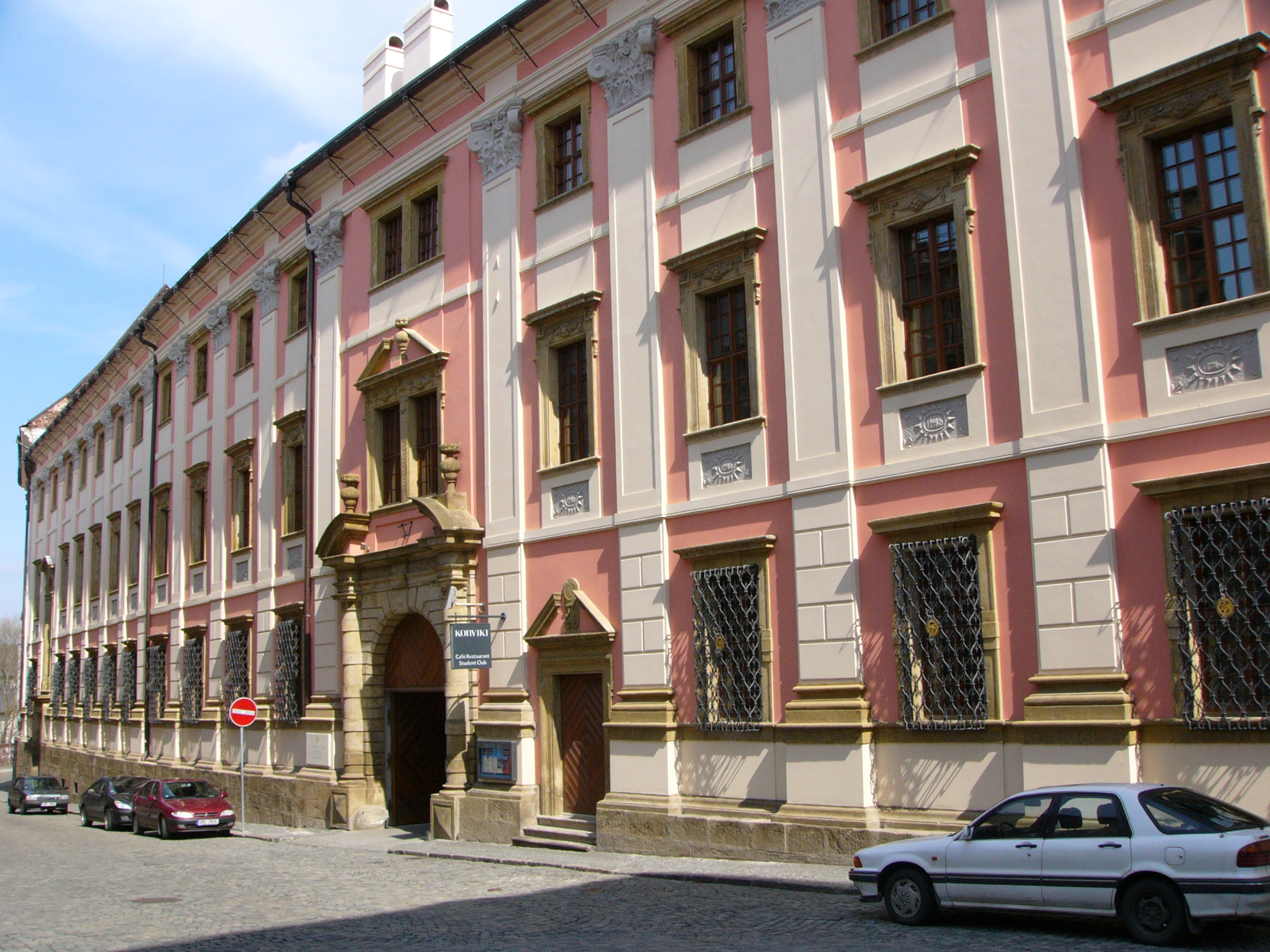
Konwikt jezuicki w Ołomuńcu - fasada od Univerzitní ul.

Konwikt jezuicki w Ołomuńcu – rozległy zespół barokowych zabudowań w Ołomuńcu w Czechach, powstały w związku z działalnością w tym mieście w XVI-XVIII w. zakonu jezuitów. Znajduje się przy Univerzitní ul. 3 i 5. Od 1958 r. wraz z całym kompleksem budowli konwiktu podlega ochronie jako zabytek kultury (obecnie pod nr 13749/8-3746).

## Historia
W 1660 r. jezuici wykupili 12 starych domów przy dzisiejszej Univerzitní ulicy, która do połowy XV w. była centrum żydowskiej dzielnicy Ołomuńca. W związku z prowadzoną przez zakon działalnością naukową w latach 1660–1667 na ich miejscu wybudowany został według projektu P. Schillera konwikt (tzw. stary). W latach 1721–24 wzniesiono tu według projektu architekta J. J. Kniebandla zabudowania tzw. nowego konwiktu, przylegające po stronie północnej do zbudowanej nieco wcześniej szkoły jezuickiej, a pomiędzy oba obiektu wbudowano kaplicę Bożego Ciała. Po 1773 r. konwikt został przejściowo przekształcony w seminarium biskupie, po czym w 1785 r. urządzono tu szpital wojskowy i koszary (tzw. Jánošíkova kasárna).
Obecnie zabudowania konwiktu zajmują Wydziały Filozoficzny i Pedagogiczny ołomunieckiego Uniwersytetu Palackiego oraz uniwersyteckie Centrum Sztuki.

## Architektura
Długi front monumentalnej, dwupiętrowej budowli ciągnie się niewielkim łukiem wzdłuż Univerzitní ulicy. Jego fasada jest wczesnobarokowa, z 22 osiami okiennymi, rozdzielonymi pilastrami o kompozytowych głowicach.